# Christian Paiva
Christian Gabriel Paiva Mattos (Montevideo, Uruguay, 17 de octubre de 1995) es un futbolista uruguayo. Juega de mediocampista y su equipo actual es el Club Oriental de Football de la Primera División Amateur de Uruguay.

## Clubes
| Club                 | País     | Año       |
| -------------------- | -------- | --------- |
| I. A. Sud América    | Uruguay  | 2015-2016 |
| C. S. Cerrito        | Uruguay  | 2017      |
| La Luz F. C.         | Uruguay  | 2018      |
| Miramar Misiones     | Uruguay  | 2018-2020 |
| Rampla Juniors F. C. | Uruguay  | 2020      |
| C. A. Progreso       | Uruguay  | 2021      |
| Rampla Juniors F. C. | Uruguay  | 2022      |
| C. D. Real Sociedad  | Honduras | 2022      |
| Club Oriental        | Uruguay  | 2023-     |